# Vườn quốc gia Hann Tableland
Vườn quốc gia Hann Tableland là một vườn quốc gia ở Queensland, Úc, cách Brisbane Brisbane 1.436 km. Nó nằm ở phía bắc của Paddys Green, một địa phương trong khu vực chính quyền địa phương vùng Tablelands. Nó đã được dành trước tiên là công viên quốc gia vào năm 1989 và gần gấp đôi về quy mô với sự mở rộng vào năm 2004.
Công viên này nằm trong khu vực sinh học Einasleigh Uplands và vùng lưu vực sông Mitchell.
Vườn quốc gia này được thành lập để bảo tồn các khu rừng của dãy núi Hann Tableland [1]. Ba loài thực vật quý hiếm hoặc bị đe dọa đã được xác định trong Vườn Quốc gia Hann Tableland. Nó thiếu cơ sở du lịch với ngoại lệ của Bicentennial National Trail. 